# Basilica di San Giulio
La basilica di San Giulio è un luogo di culto cattolico che sorge sulla piccola isola di San Giulio situata al centro del lago d'Orta. Ha la dignità di basilica minore.
Sebbene l'isola faccia parte del comune di Orta San Giulio (nato nel 1928 dalla fusione dei comuni di Orta Novarese e isola di San Giulio), la basilica appartiene a una parrocchia a sé stante (parrocchia di San Giacomo) che comprende l'isola e una parte della costa occidentale del lago nel territorio del comune di San Maurizio d'Opaglio.

## Storia

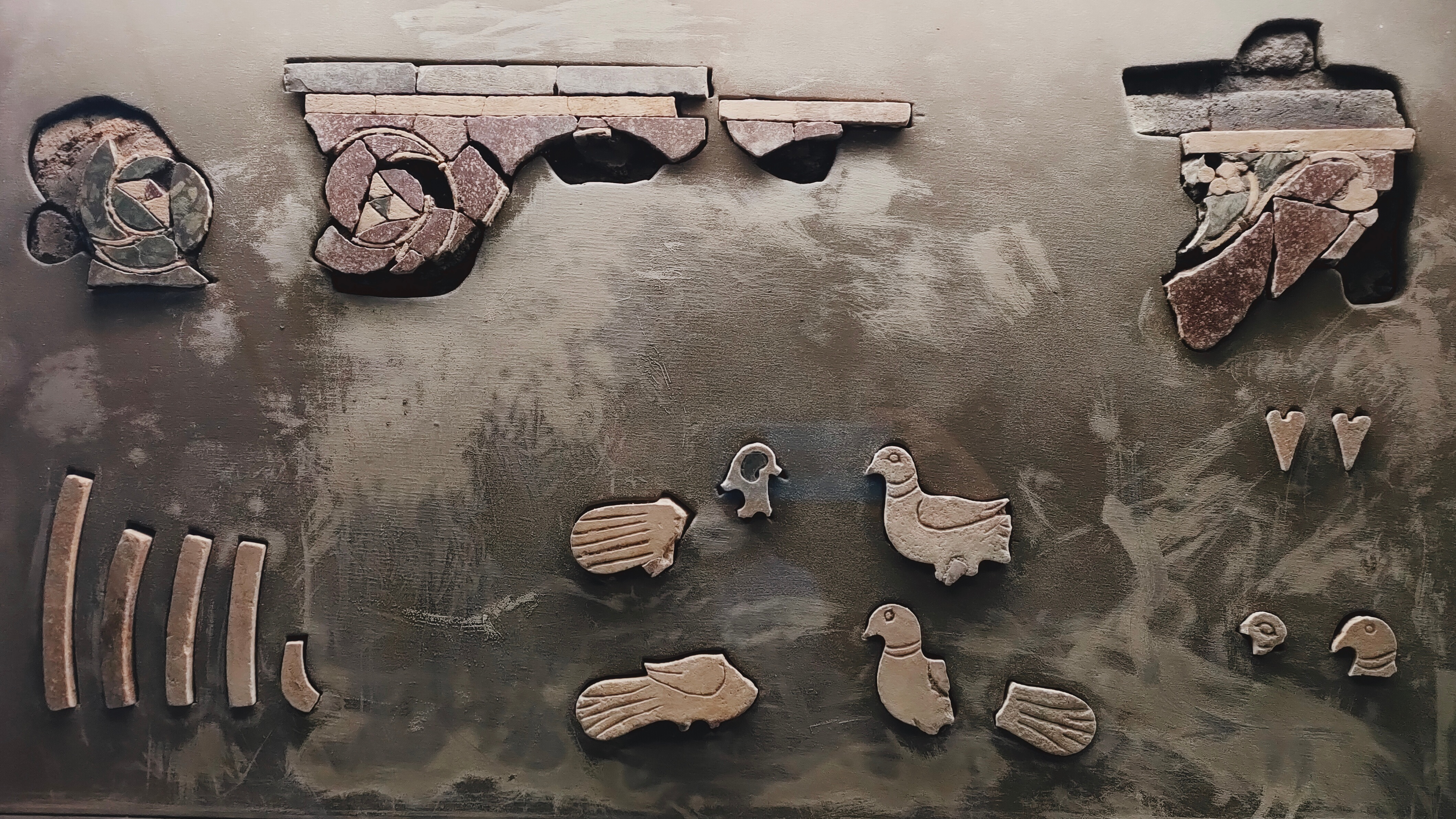
Resti della decorazione paleocristiana tardo antica in opus sectile

La tradizione, contenente interessanti riferimenti storici, vuole che questa sia la centesima e ultima chiesa fondata da san Giulio, originario dell'isola di Egina in Grecia, che con il fratello Giuliano dedicò gli ultimi anni di vita all'evangelizzazione del lago d'Orta.
Secondo la leggenda, intorno al 390 il santo raggiunse l'isola navigando sul proprio mantello e la liberò dai draghi (immagine simbolica della sconfitta del paganesimo) edificando una piccola chiesa, dedicata ai dodici apostoli.
Nell'Alto Medioevo la posizione strategica rese l'isola un importante centro difensivo, sede dapprima di un duca longobardo, in seguito munita di un castello appartenente al re d'Italia Berengario II.
Il castello pervenne infine (o tornò, se fosse storica l'attribuzione della sua costruzione al vescovo di Novara Onorato nel V secolo) nella proprietà del vescovo di Novara.
Le vicende belliche e le esigenze militari condizionarono lo sviluppo dell'edificio sacro sia con i probabili danneggiamenti subiti nel corso degli assedi, sia per la trasformazione di alcune sue pertinenze. La descrizione dell'antica torre ottagonale del castello, demolita nel 1841 per far posto al nuovo seminario vescovile, ha indotto recentemente alcuni storici a ipotizzare che essa potesse essere in origine il battistero della pieve isolana.
Gli scavi archeologici condotti all'interno dell'edificio hanno evidenziato le tracce di una primitiva basilica (V - VI secolo) in forma di semplice, piccola cappella con unica abside, orientata verso nord forse per l'andamento del terreno. Circa un secolo dopo venne costruita una nuova chiesa, grande e correttamente orientata, sempre con unica abside. Si è ipotizzato che gli eventi bellici dell'anno 956 e 962, quando la fortezza - occupata dalla regina Willa, moglie del re Berengario - fu assediata dalle forze imperiali di Ottone I, abbiano portato al grave danneggiamento - se non alla totale distruzione - di questa chiesa altomedievale. Nuove ricerche e rilievi sostengono che la chiesa sia stata interamente distrutta nel X secolo.
Dopo l'assedio, Ottone I offri in dono ai canonici terreni con bestiame, selve, corsi d'acqua e tutti i diritti annessi, che fornirono i mezzi per la ricostruzione e l'ampliamento della chiesa. Nei secoli successivi l'interno della chiesa ha subito varie trasformazioni, apportate dai vescovi che si sono succeduti negli anni, realizzando così un complesso artistico variegato e non omogeneo. All'esterno, diverse costruzioni sono sorte soffocando l'originale architettura.
La chiesa attuale a tre navate con transetto sporgente, d'impianto romanico ma con numerosi rimaneggiamenti dei secoli successivi, fu edificata nel XII secolo, sul modello dell'antica cattedrale di Novara.
Al suo interno è custodito un prezioso ambone scolpito (in marmo serpentino verde d'Oira) e sorretto da quattro colonne più antiche, che è un vero capolavoro della scultura romanica del XII secolo. L'ambone è tutto decorato con simboli cari alla cristianità (i quattro simboli degli Evangelisti e scene di lotta del bene contro il male) e una figura maschile che, secondo alcuni studi, potrebbe raffigurare l'abate riformatore Guglielmo da Volpiano nato proprio sull'isola nell'anno 962. Ma esistono altre e più recenti teorie.
La chiesa contiene anche una cripta, edificata nel XVII secolo, che custodise le ossa di san Giulio e dei santi Audenzio, Elia, Demetrio e Filiberto.

## Descrizione

### Esterno

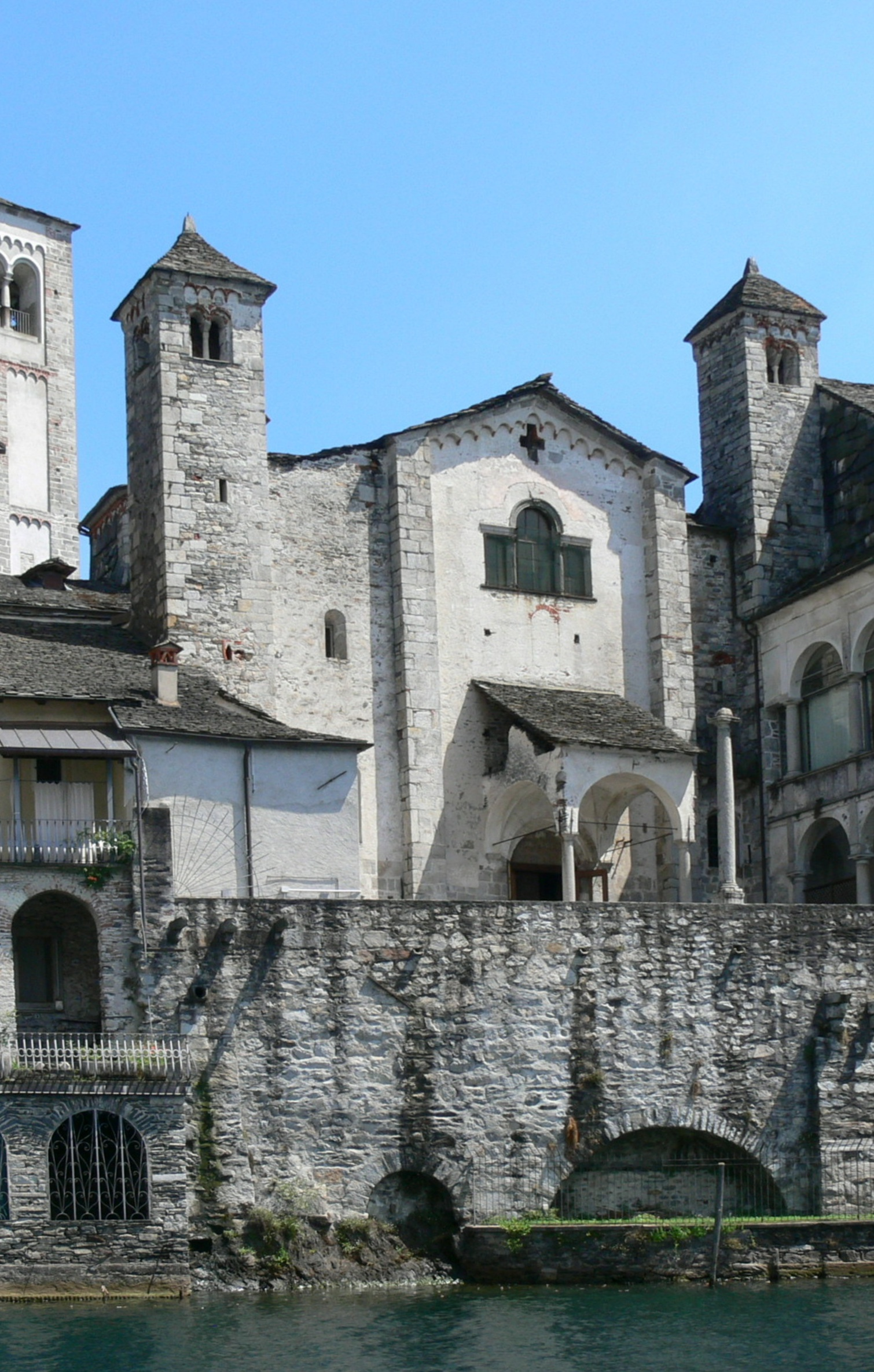
La facciata della basilica vista dal lago

La facciata della chiesa è visibile navigando sul lago o dal piazzale chiuso sul quale essa guarda, e che oggi fa parte del monastero di monache benedettine; essa conserva un aspetto romanico nonostante le modifiche seicentesche che portarono all'edificazione di un pronao sormontato da una grande finestra a serliana. Due paraste sporgenti inquadrano l'ingresso innalzandosi sino al tetto: esse dividono in tre campi la facciata consentendo di intravedere la struttura a tre navate della chiesa; il campo centrale presenta in alto una finestra a croce e una serie di archetti pensili in cotto che corrono lungo la copertura a capanna. I due corpi laterali della facciata sono delimitati da due snelle torri scalari (XII secolo) con bifore e ghiere in cotto.
L'ingresso per i visitatori della basilica è posto sul lato meridionale della chiesa, quasi interamente nascosto dall'antico palazzo Vescovile (ora convento delle monache); vi si arriva dall'imbarcadero attraversando un portale rinascimentale e percorrendo una scalinata coperta a vela. La basilica è delimitata a oriente da tre absidi semicircolari (di cui una è interamente nascosta all'esterno dal corpo di fabbrica della sagrestia); quella centrale, formata da conci ben squadrati, è caratterizzata da un'elegante galleria di archi in cotto a doppia ghiera.
Il tiburio ottagonale, posto all'incrocio della navata centrale e del transetto, era già presente in epoca romanica: è stato rimaneggiato alla fine del Settecento con l'apertura di una finestra per ogni lato, con la eccezione di un lato che ha mantenuto l'antico aspetto con la presenza di una trifora cieca con esili colonnine e capitelli a fogliami.
Il campanile romanico sorge in posizione distaccata dalla chiesa, a ridosso delle absidi; è diviso internamente in sei piani alleggeriti nei due piani più alti dalla presenza, rispettivamente, di una doppia bifora e di una trifora. Mentre la basilica segue canoni stilistici propri dell'area romanico lombarda, il campanile si colloca piuttosto nella matrice architettonica piemontese, segnatamente in quella dell'abbazia di Fruttuaria, cosa che porta a formulare l'intervento di Guglielmo da Volpiano, importante figura di abate e architetto nato proprio nell'isola di San Giulio.

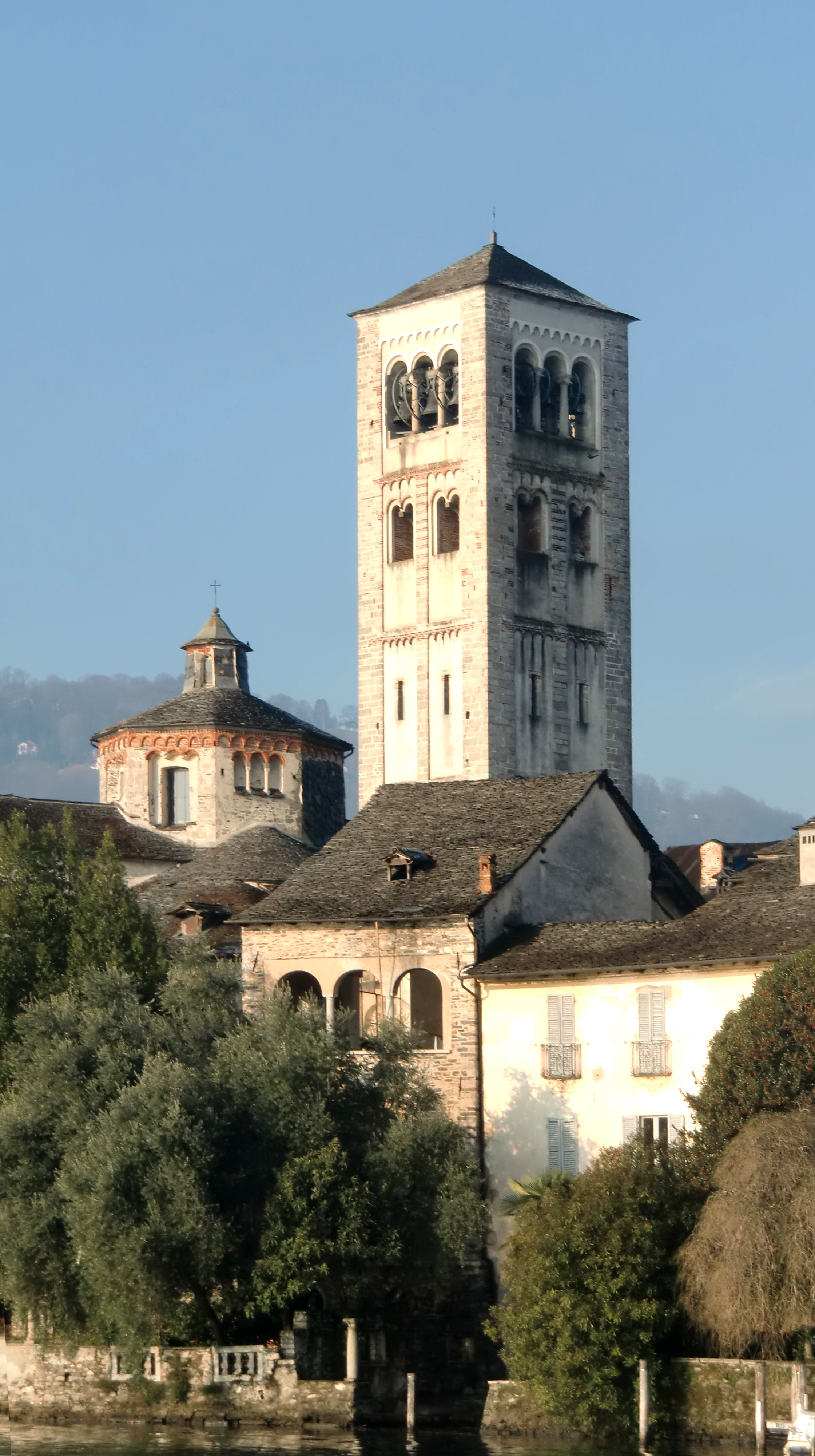
Veduta del campanile e tiburio
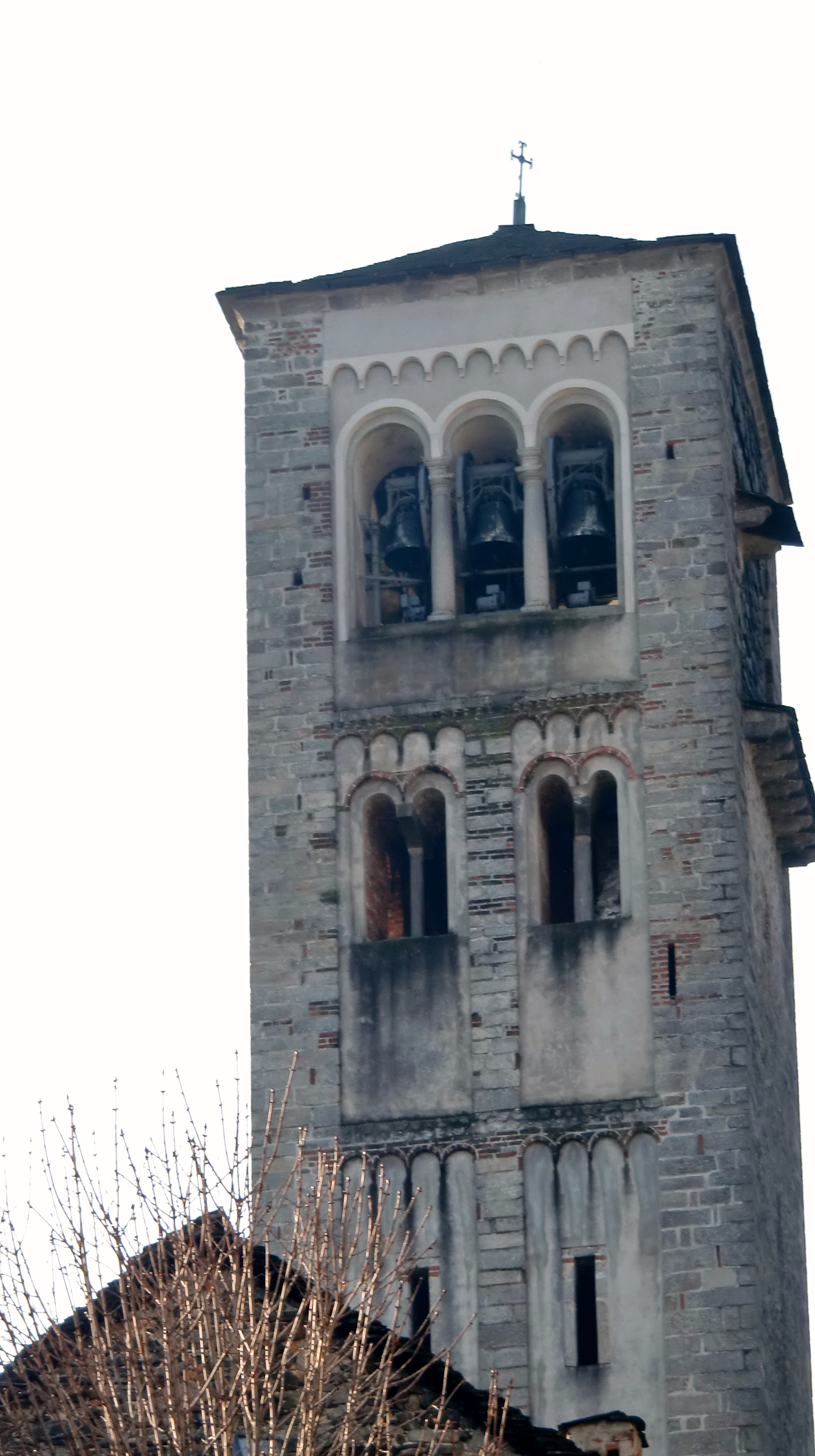
Il campanile romanico
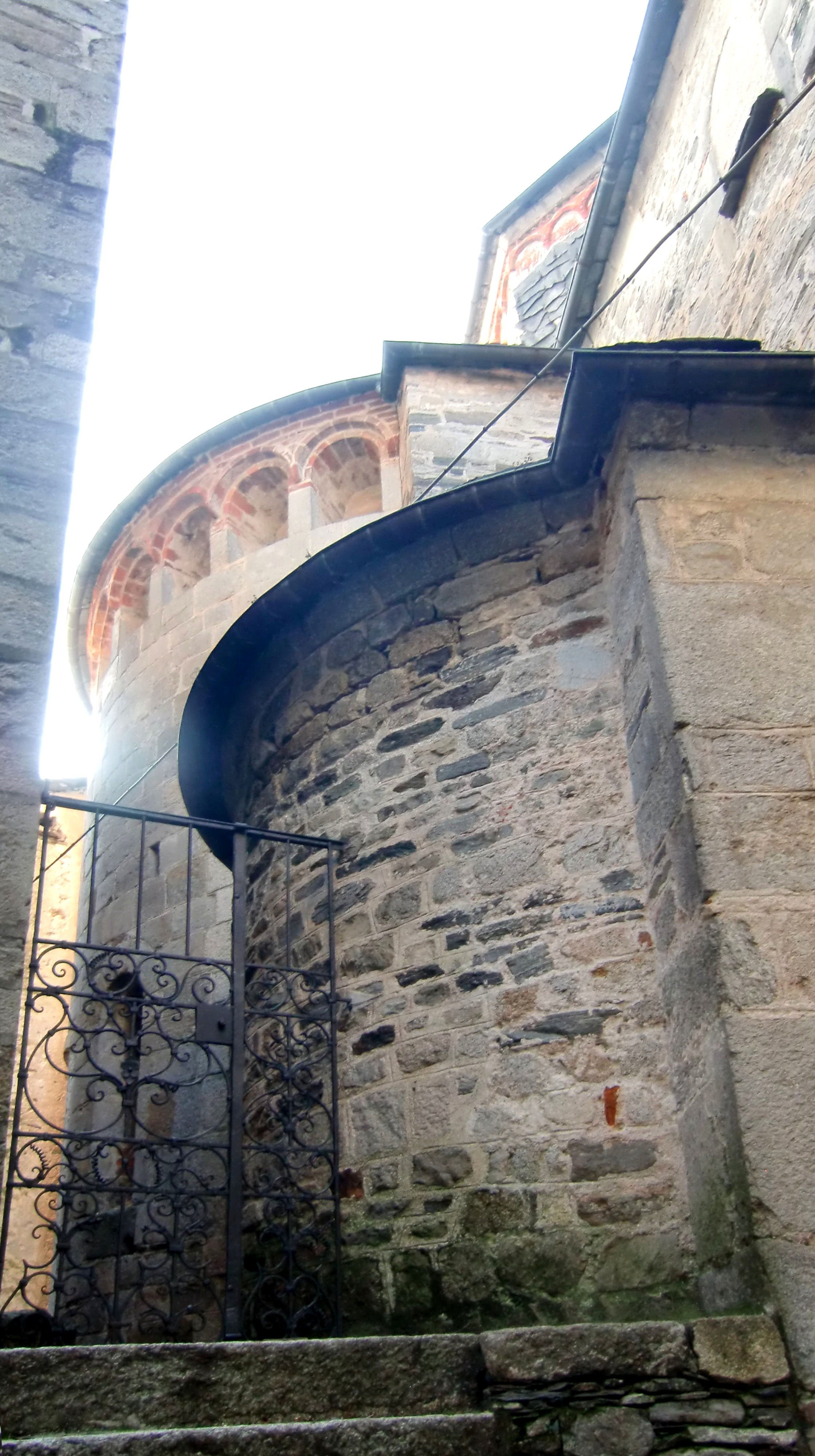
Le absidi

### Interno

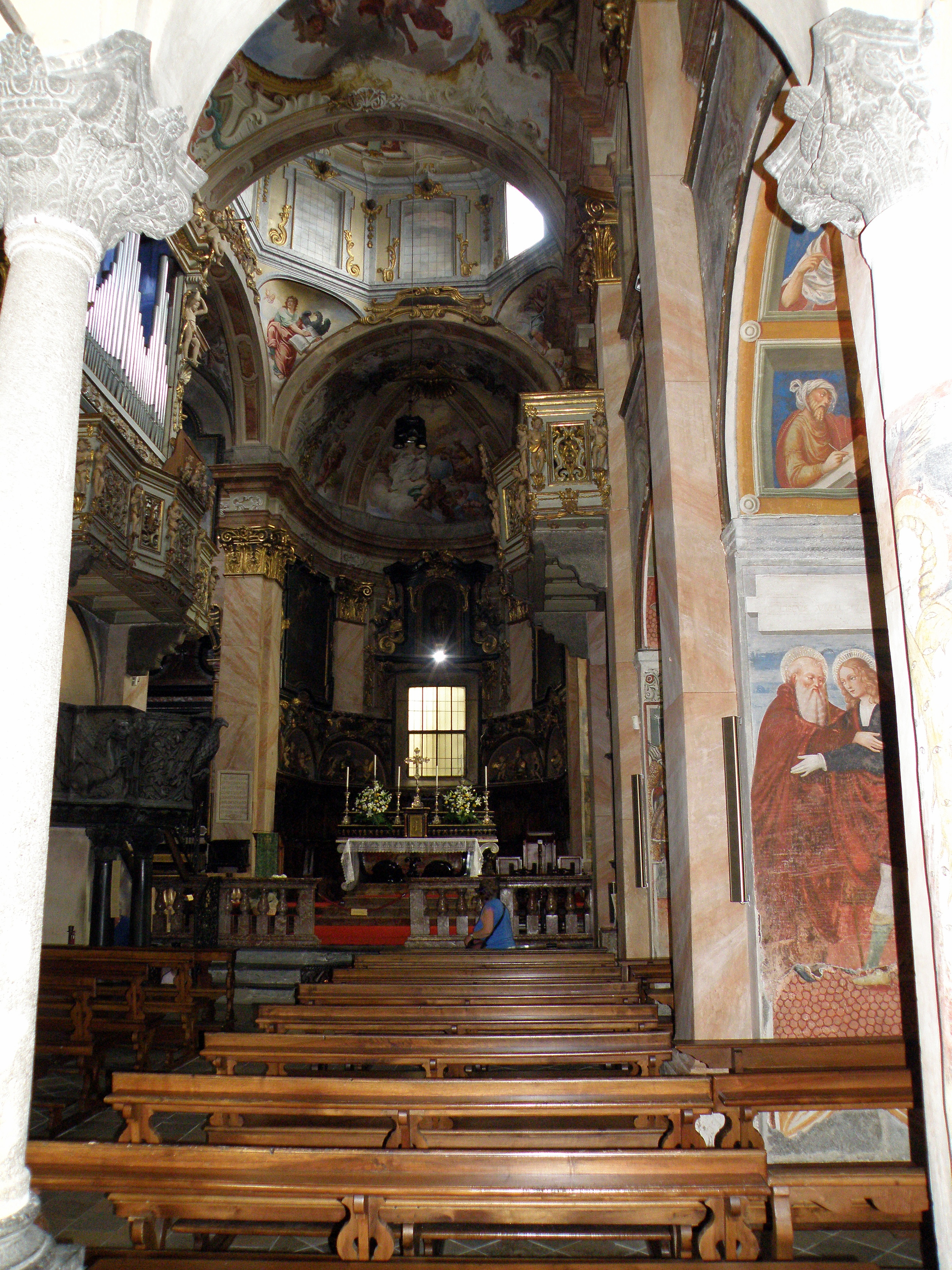
Interno

La basilica è a tre navate con volte a crociera, e, per quanto ancora si può osservare dell'antica matrice romanica, si connota per la presenza di due matronei che percorrono sino al transetto le navate laterali: ad essi si accede da due scale a chiocciola poste all'interno dei due piccoli campanili che delimitano la facciata.
La maggior parte degli altri elementi strutturali sono invece da ascrivere alle trasformazioni secentesche della chiesa: si tratta principalmente della costruzione di una sorta di esonartece addossato alla controfacciata (che funziona, nel piano superiore, da galleria di collegamento dei due matronei) e dalla realizzazione della cripta (1697) a tre navatelle con volte a vela e colonnine di marmo che ospita la teca con le spoglie di san Giulio. Alla cripta si accede da due scale ai lati del presbiterio che si presenta, come tutto il transetto, in posizione sopraelevata rispetto alle navate.
Il pavimento originale delle tre navate, distrutto fra il 1835 ed il 1840, era costituito da un mosaico di pietre bianche e nere che formavano disegni rappresentanti fra altri i segni dello Zodiaco e le visioni di Giuseppe. A questo è stato sostituito un pavimento sempre in mosaico di non particolare rilievo, che a causa di danneggiamenti è stato sostituito nel 1894 con piastrelle in quarzite di colore verde grigio e giallo oro. Dell'originale pavimentazione rimane solo una piccola area vicino ai pilastri del lato sinistro della navata principale.
A partire dal 1300 la basilica è stata ricoperta di affreschi più volte come emerso dal restauro del 1941, curato da Carlo Nigra che porto' in vista le stratificazioni presenti nelle pitture della seconda e terza cappella della navata destra. 
L'affresco datato più antico è una raffigurazione di Sant'Antonio Abate risalente al 1461 che si trova sul terzo pilastro della navata sinistra. Lo stesso stile si ritrova in altri affreschi di santi che adornano colonne e mura. Lo stile appartiene ad un'arte popolaresca attribuita alla dinastia dei Cagnola che si ritrova in molte chiese e cappelle della Val d'Ossola e del lago d'Orta.
L'aspetto più propriamente barocco è costituito soprattutto dall'apparato decorativo del catino absidale e delle volte della navata maggiore, con affreschi del valsesiano Carlo Borsetti, coadiuvato dal quadraturista Pietro Camaschella e raffiguranti la Trinità e l'Ascesa e gloria di san Giulio e dei santi Elia, Demetrio, Filiberto e Audenzio, questi ultimi sepolti in basilica insieme al santo patrono. Prevalentemente barocche sono le tele esposte nelle cappelle absidali e nei bracci del transetto. Possono essere menzionate:  nella cappella laterale sinistra (detta cappella dell'Assunzione)  una tela di Francesco del Cairo con l'Assunzione della Vergine; in fondo al braccio sinistro del transetto la grande tela con l'Incontro di san Giulio e sant'Audenzio di Giuseppe Zanatta; nella cappella laterale sinistra San Giulio che aggioga il lupo di Giorgio Bonola.
Testimonianze artistiche più antiche ancora presenti nell'attuale apparato decorativo sono date dallo stupendo ambone romanico addossato al quarto pilastro sinistro e dagli affreschi posti sulle pareti delle navate e sui pilastri della chiesa, espressioni di devozione popolare che coprono un arco temporale che va dalla seconda metà del XIV ai primi decenni del XVI secolo.
Nella cappella in fondo alla navata sinistra, si osserva sopra l'altare il gruppo del Calvario, statue lignee del crocifisso con la Madonna e san Giovanni evangelista ai piedi della croce: notevole è la sapienza tecnica dell'intagliatore nella resa espressiva dei volti e nei panneggi della veste della Madonna.
Il gruppo è stato attribuito al "Maestro di Santa Maria Maggiore" (scultore ossolano oggi identificato con Domenico Merzagora) e datato verso il 1490.

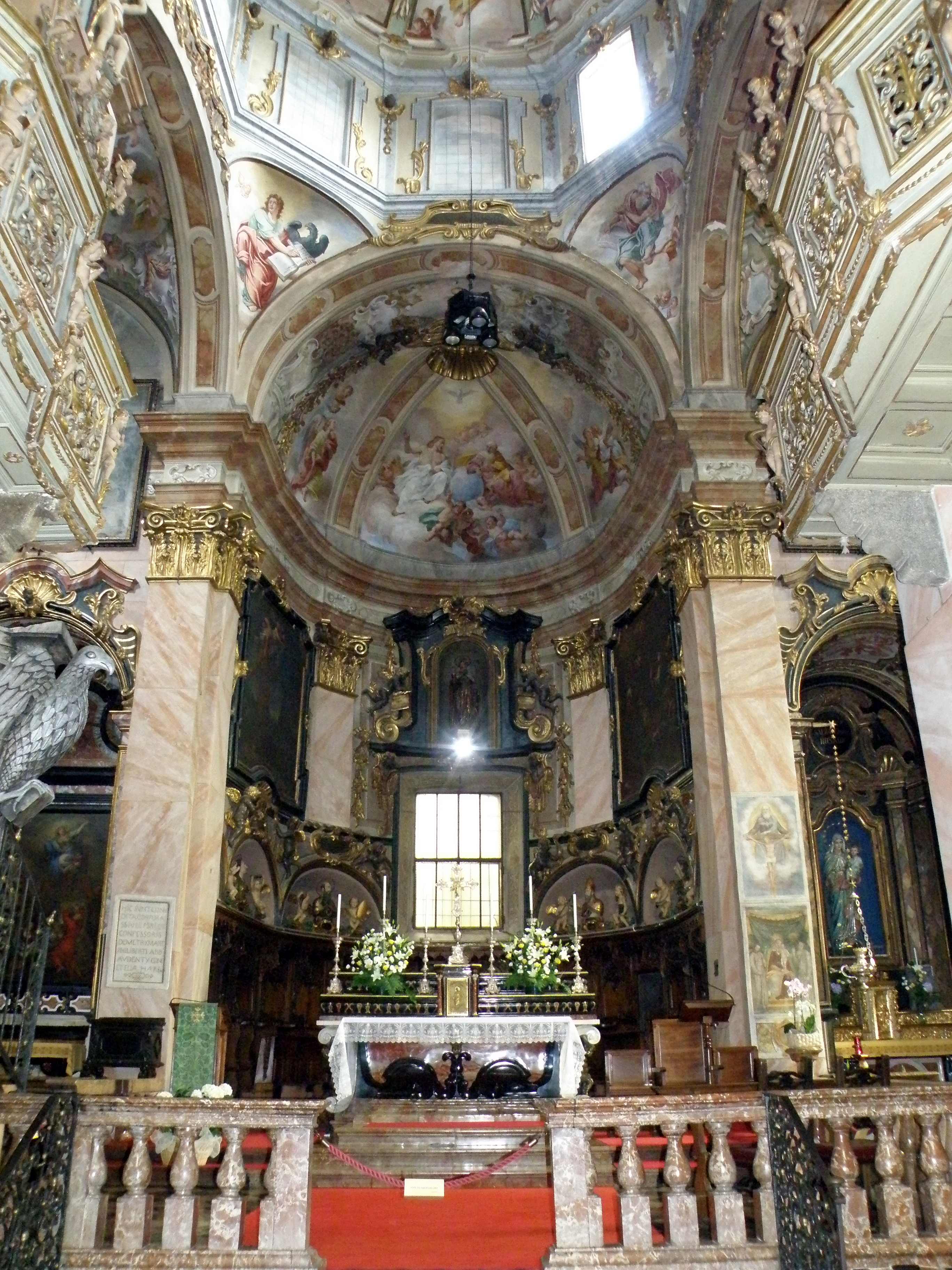
L'abside
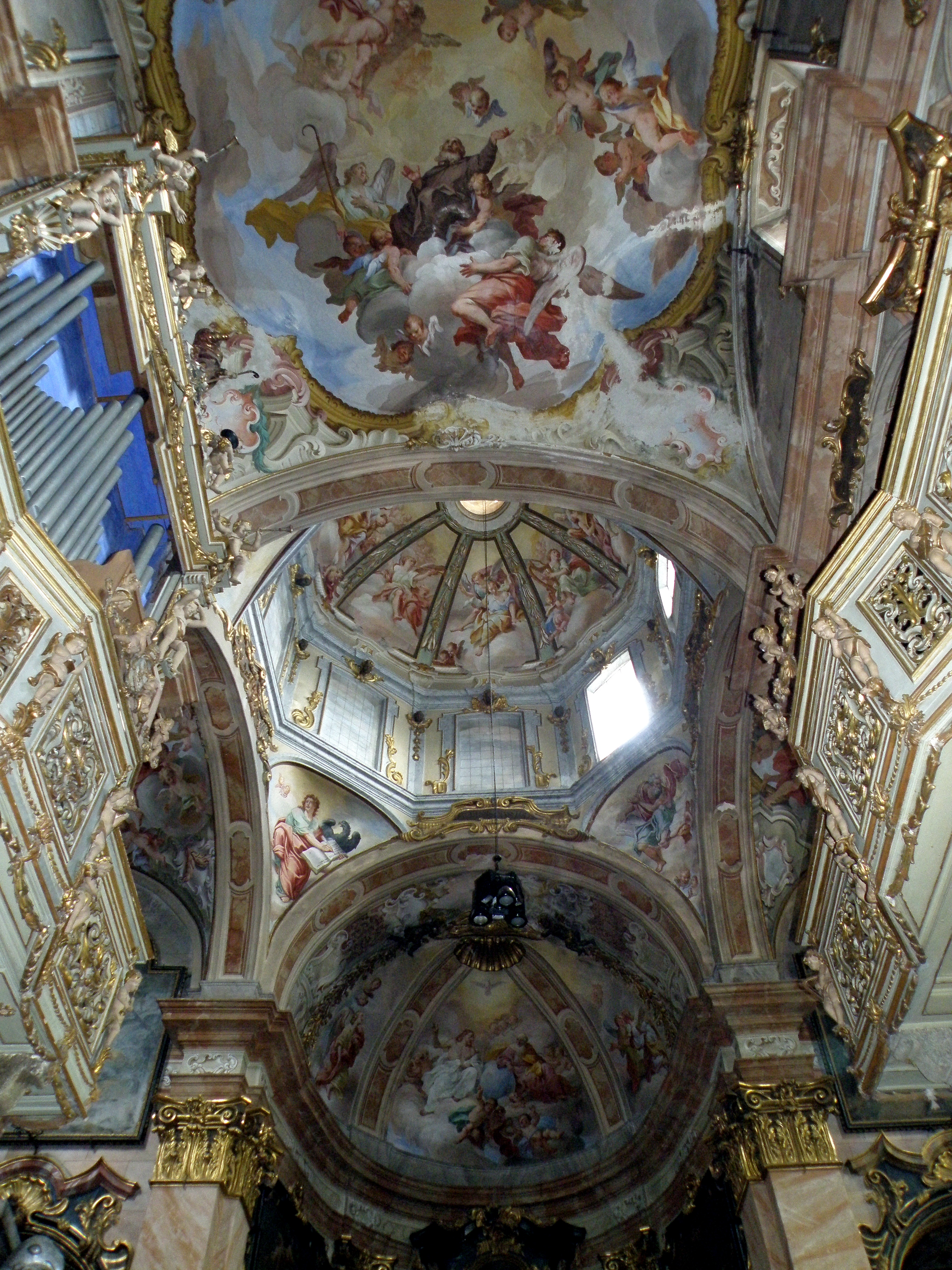
Gli affreschi della volta e della cupola
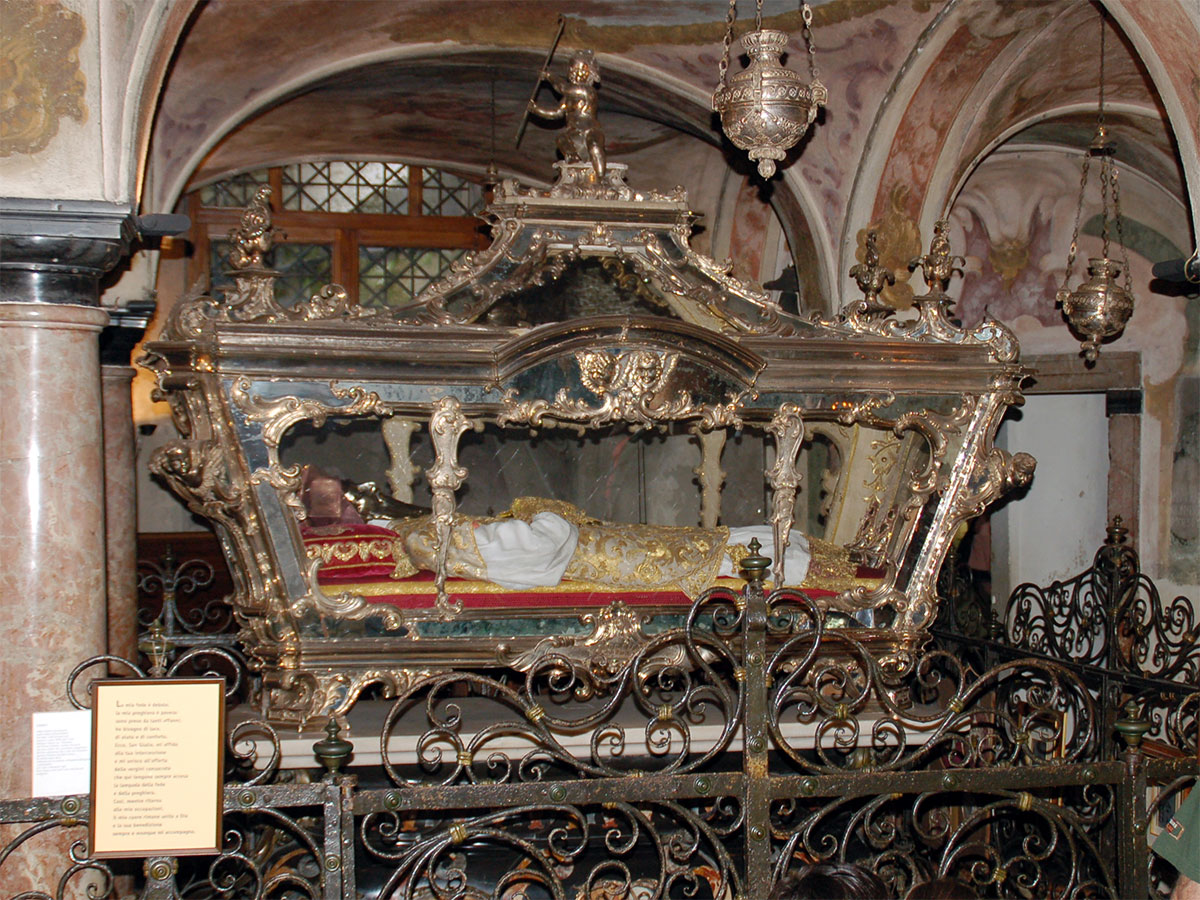
Reliquiario di san Giulio

#### L'ambone romanico

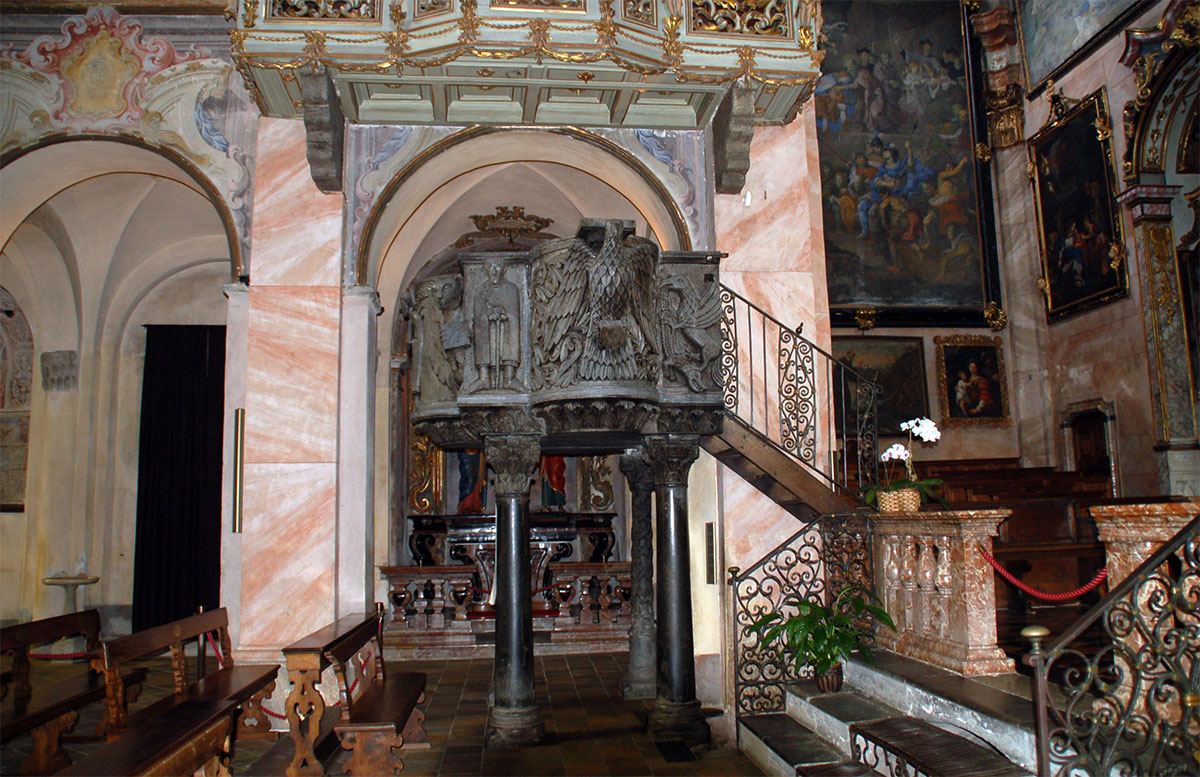
L'ambone romanico (inizi del XII secolo)

Costruito in serpentino grigio-verde (lucidato assume un aspetto bronzeo) proveniente dalle vicine cave di Oira, si fa risalire agli inizi del XII secolo. Presenta una pianta quadrata con quattro colonne che sorreggono il parapetto che, a sua volta, poggia su di una base ornata di foglie d'acanto. Le quattro colonne sono diverse tra loro, due hanno fusto liscio, le altre presentano ornati in rilievo con motivi ad intreccio; notevoli sono i capitelli a fogliami (o con fogliami e teste di animali).
Il parapetto, a forma mistilinea, presenta su ciascuno dei tre lati due parti rettilinee e una curva, che rendono suggestiva la lettura iconografica delle lastre scolpite di cui si compone.
Leggendo le figure in senso antiorario troviamo: un centauro in atto di scoccare una freccia contro un cervo, aggredito da due fiere, poi le raffigurazioni simboliche dei quattro evangelisti (il bue di Luca, l'uomo alato di Matteo, il leone di Marco, l'aquila di Giovanni), e infine la rappresentazione di un grifone che azzanna la coda di un coccodrillo. Le due scene di lotta - corrispondenti al gusto dei bestiari medievali - stanno a significare la lotta tra il bene e il male.
Tra il leone di Marco e l'aquila di Giovanni trova curiosamente posto una figura maschile, in posizione ieratica, con il mantello e le mani appoggiate su bastone con l'impugnatura a tau: sulla identità (o significato simbolico) della figura ci si è a lungo interrogati. Un'interpretazione che pare sufficientemente fondata vuole trattarsi della figura di Guglielmo da Volpiano, nato sull'isola e venerato dalla Chiesa come santo.
(Beatrice Canestro Chiovenda)
Altre interpretazioni suggeriscono l'identificazione con l'imperatore Ottone I di Sassonia, Giulio di Orta, e Paolo di Tarso. Alla fine degli anni '80 giunge un'ulteriore proposta dalla storica dell'arte Franca Franzosi, che identifica la figura col profeta Daniele, condivisa dagli studiosi Giancarlo Andenna e Giovanni Rodari.
Tutta l'opera denota una raffinata esecuzione tecnica capace di dar corpo alle suggestioni fantastiche della iconografia medievale. L'analisi degli elementi stilistici porta a considerare come autore dell'opera un artista di area lombarda al corrente del linguaggio della scultura renana.

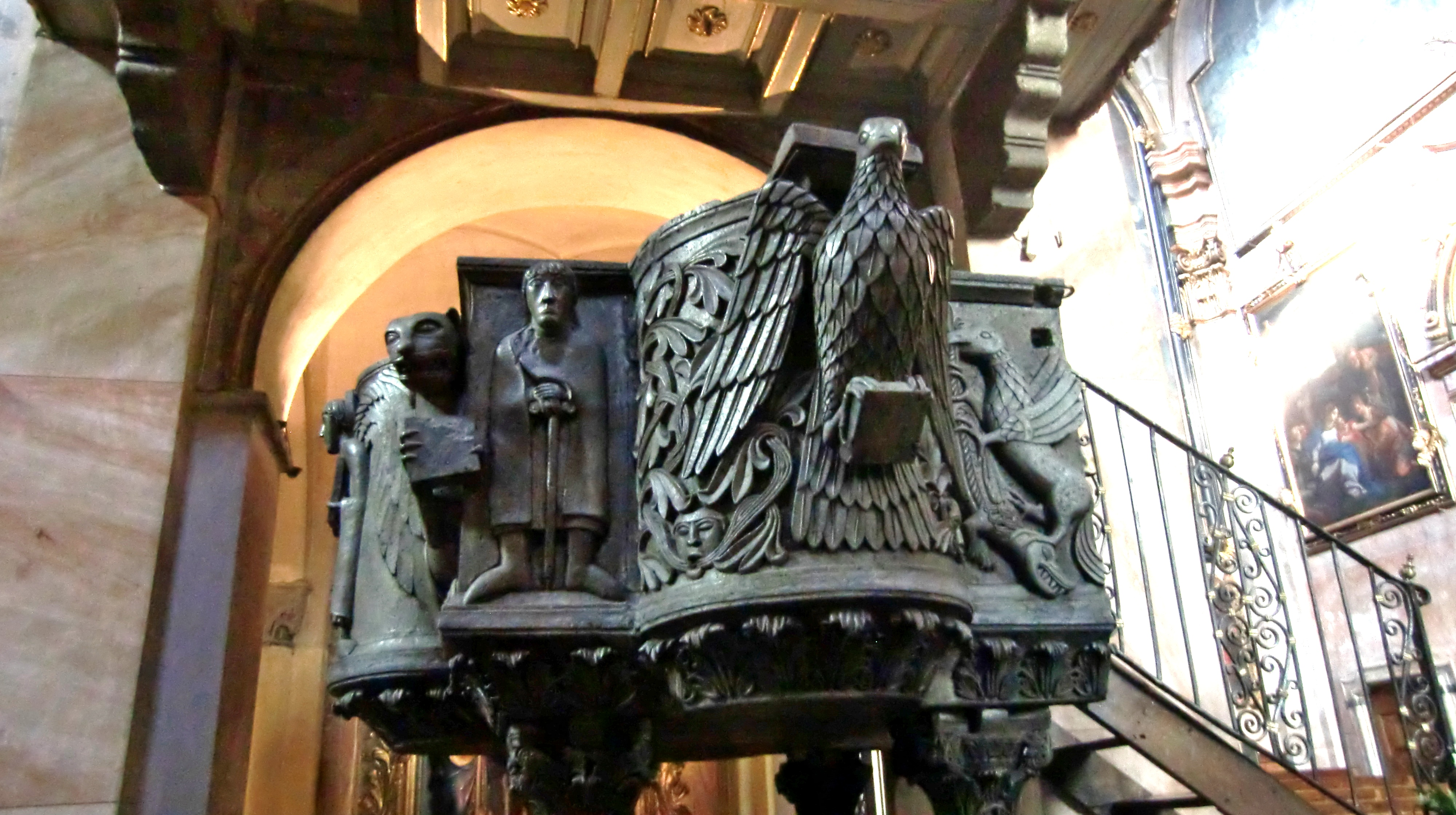
Immagine del parapetto dell'ambone
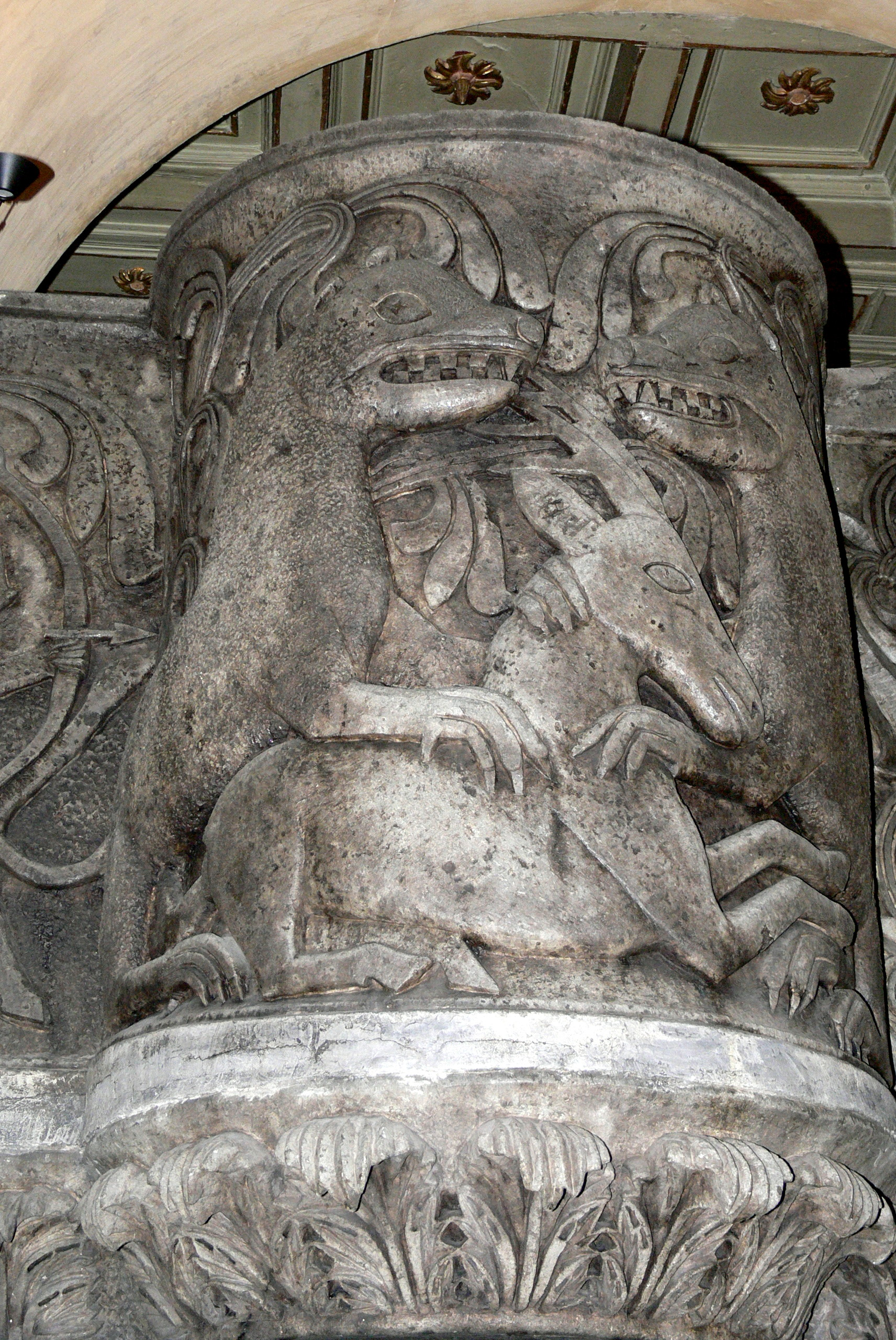
Cervo aggredito da due fiere
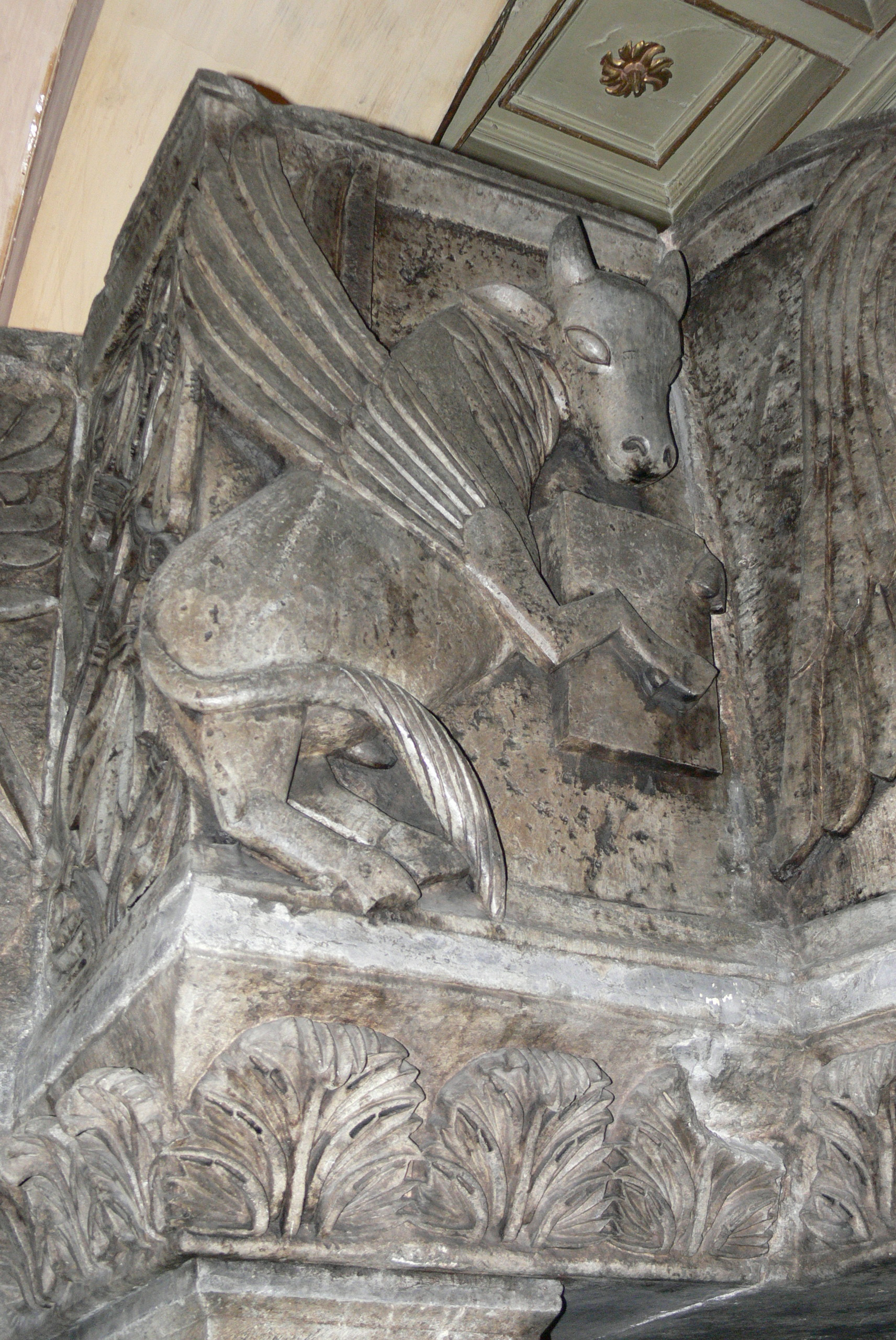
Il bue simbolo di san Luca evangelista
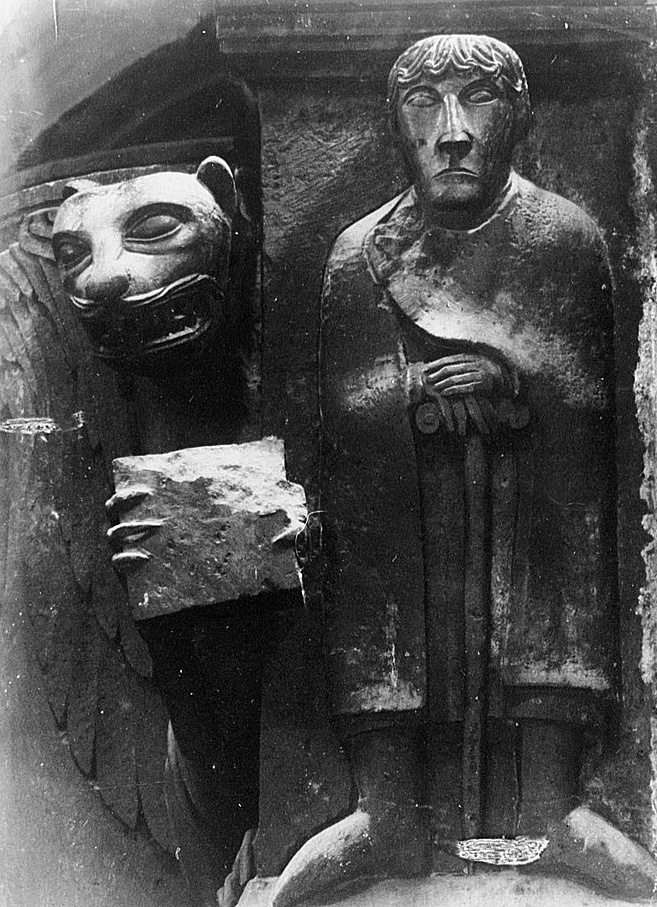
Guglielmo da Volpiano?
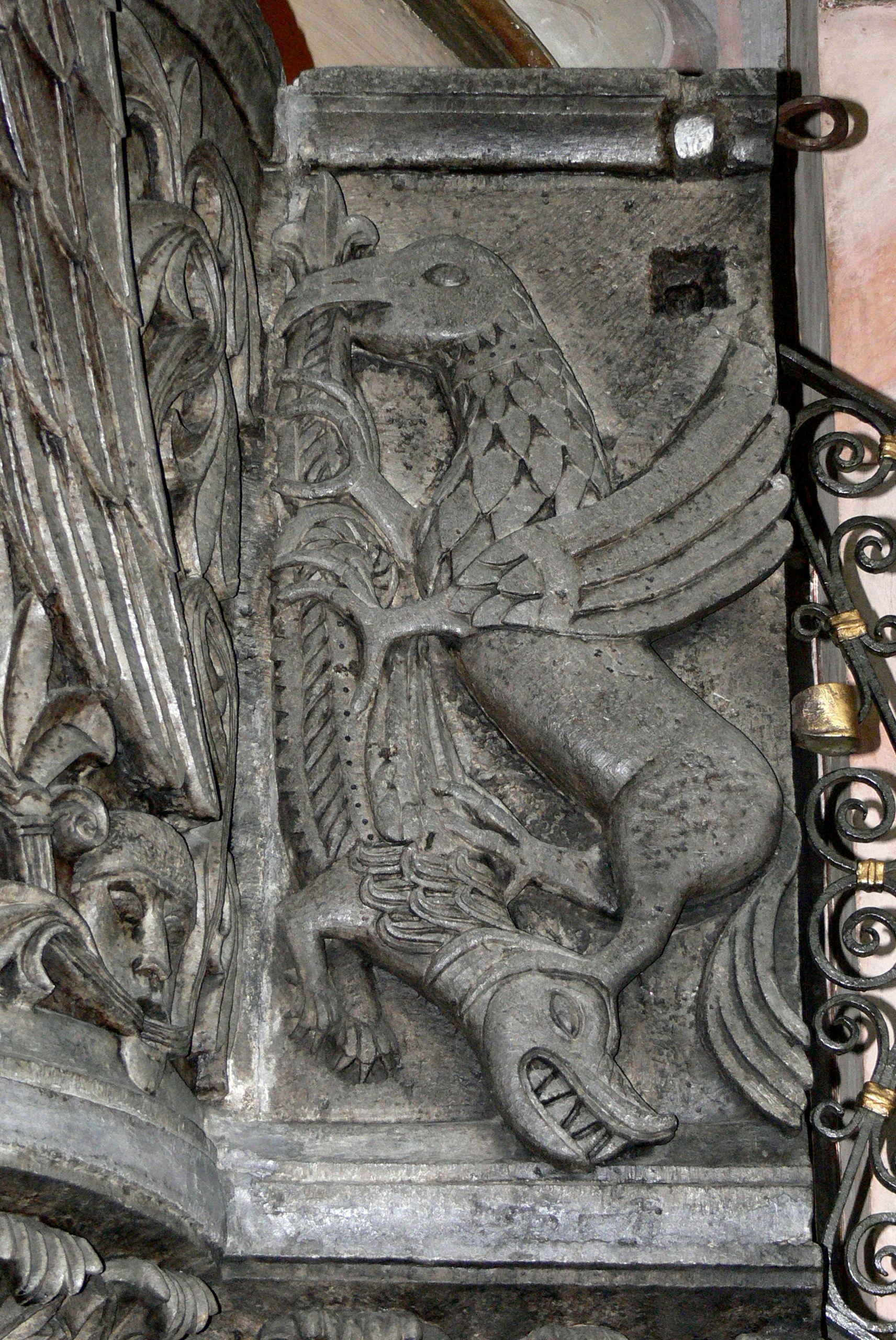
Lotta tra un grifone e un coccodrillo

#### Gli affreschi delle navate laterali

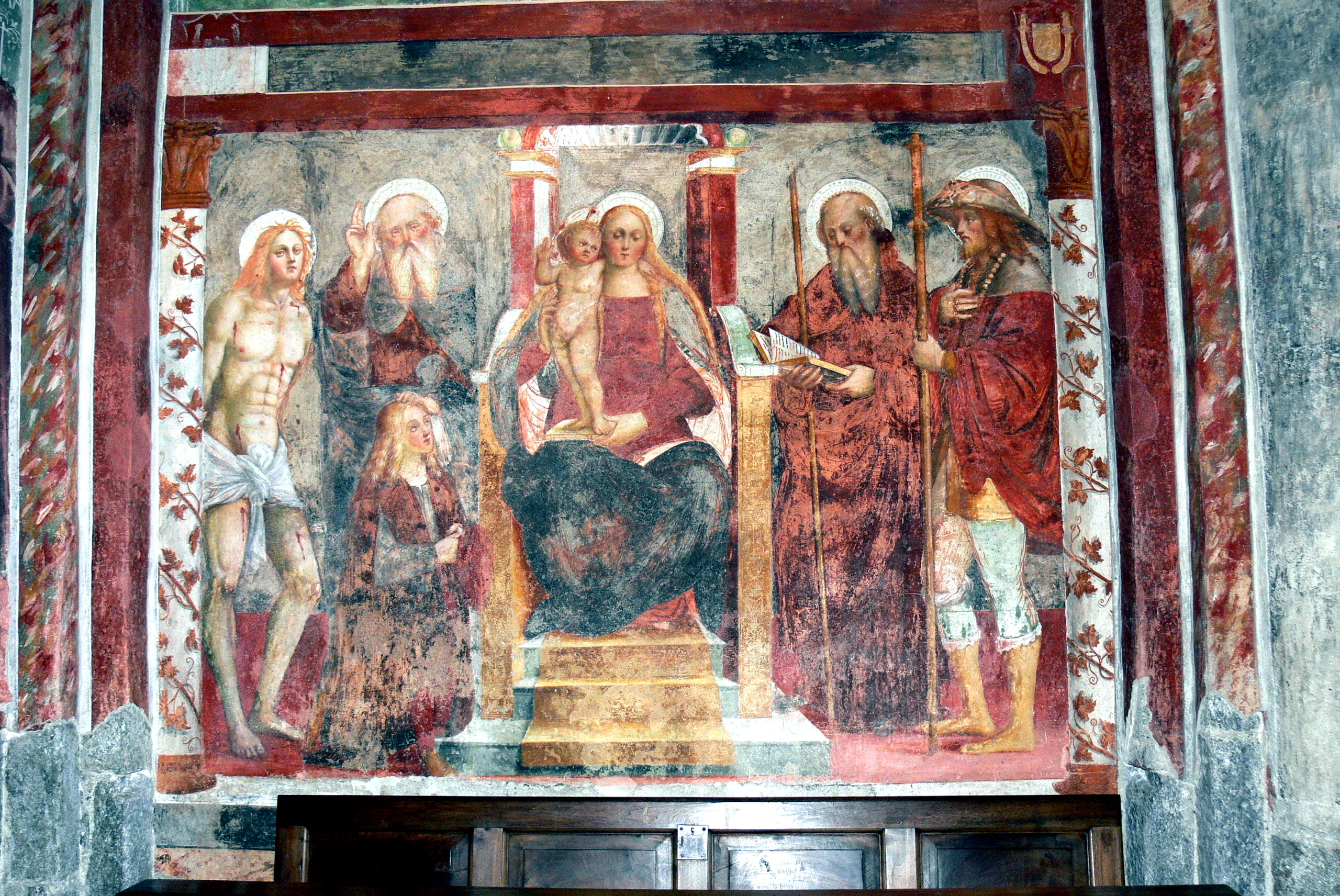
Sperindio Cagnola, Madonna in trono col Bambino tra i santi Sebastiano, Giacomo, Giulio e Rocco e figura di devota

Una successione di affreschi, nati verosimilmente con intenzioni di supplica o di ringraziamento da parte dei committenti, copre buona parte delle pareti delle navate laterali (ove sono visibili anche capitelli relativi al rifacimento del XII secolo) e sui pilastri che sostengono le campate della volta; essi si collocano in un arco temporale che va dalla seconda metà del Trecento ai primi decenni del Cinquecento e, nel loro insieme, offrono un'interessante panoramica sui santi maggiormente venerati nella zona.
Il dipinto più antico è verosimilmente quello del Martirio di san Lorenzo su una facciata del secondo pilastro a sinistra. Sempre sui pilastri riconosciamo le immagini santi Antonio abate, Martino di Tours, Donnino, Cristoforo, Elia, Giulio, Audenzio, Dorotea, Fermo, Apollonia, Nicola di Mira, Leonardo. Gli affreschi posti sui pilastri che mostrano un linguaggio cinquecentesco di maniera chiaramente gaudenziana son quelli di San Fermo e sant'Apollonia e dell'Abbraccio tra san Giulio e sant'Audenzio.
Nella seconda e terza campata della navata destra trovano posto affreschi attribuiti alle botteghe di frescanti novaresi attive nella seconda metà del Quattrocento e inizi del Cinquecento; tra di essi si deve citare la figura Sperindio Cagnola che fu sodale e seguace di Gaudenzio Ferrari.
Nella seconda campata destra si osservano: nelle vele della volta i Dottori della Chiesa con i simboli degli Evangelisti; nel sottarco figure di Profeti; sulla parete, entro la lunetta, una scena del Martirio di Santo Stefano e in basso Madonna in trono col Bambino tra i santi Sebastiano, Giacomo, Giulio e Rocco e figura di devota.
Il ciclo di affreschi presente nella terza campata è databile alla fine del XV secolo; esso comprende: nelle vele della volta, i Dottori della Chiesa; nel sottarco figure di santi; sulla parete, nella lunetta, la Natività e, più in basso, i santi Cosma e Damiano raffigurati sulle semicolonne addossate alla parete, e in mezzo ad essi le figure dei santi Sebastiano, Rocco, Giacomo, Caterina d'Alessandria e Biagio, affresco datato 1486.
Sulla parete della navata di sinistra troviamo una grande affresco contenente, nella parte superiore, una raffigurazione della Trinità (nelle forme del cosiddetto Trono di Grazia) e, nella parte inferiore, Storie di San Giulio narrate in forma di immagini gustosamente popolari.

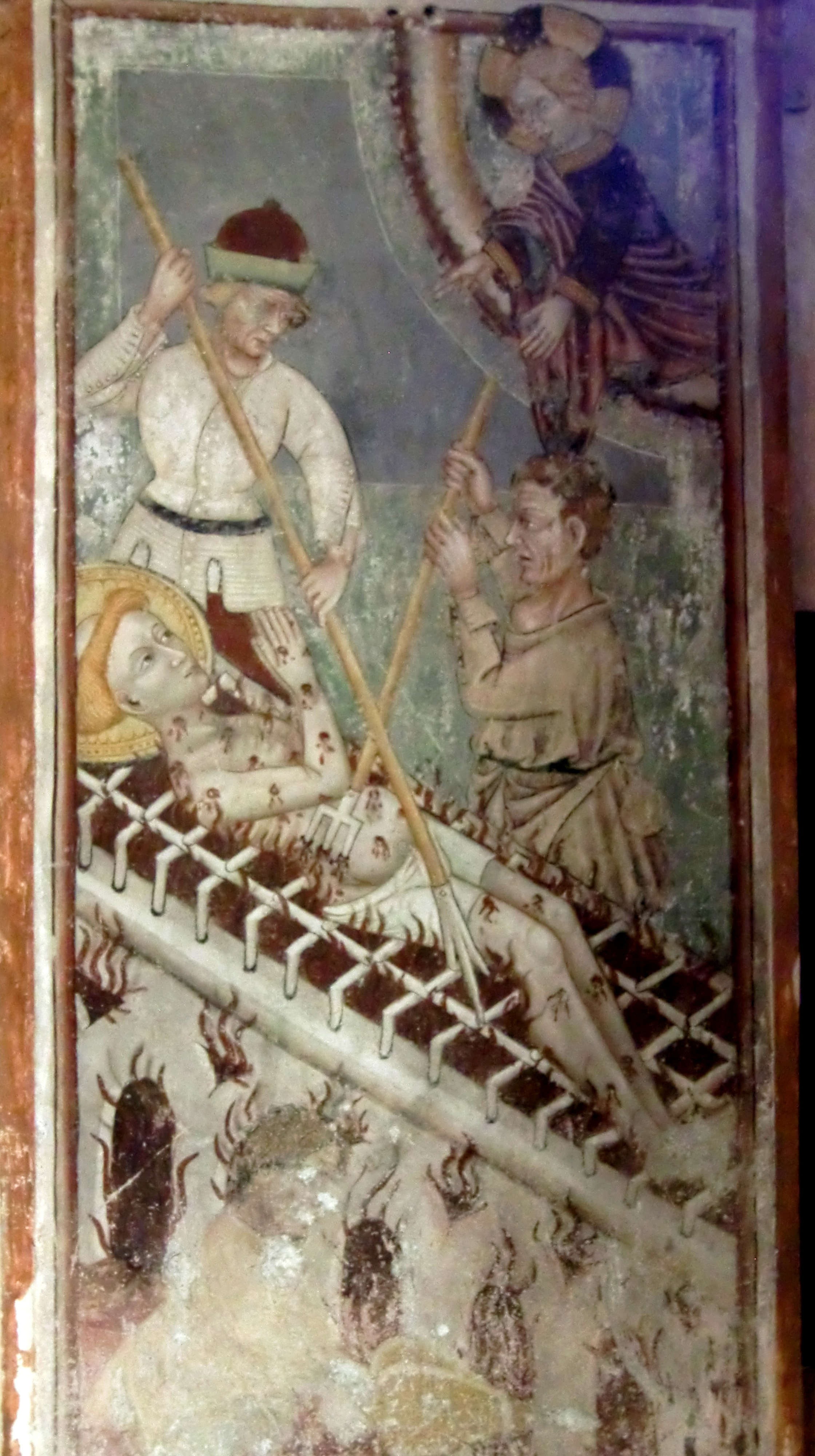
Martirio di san Lorenzo, seconda metà del XIV secolo
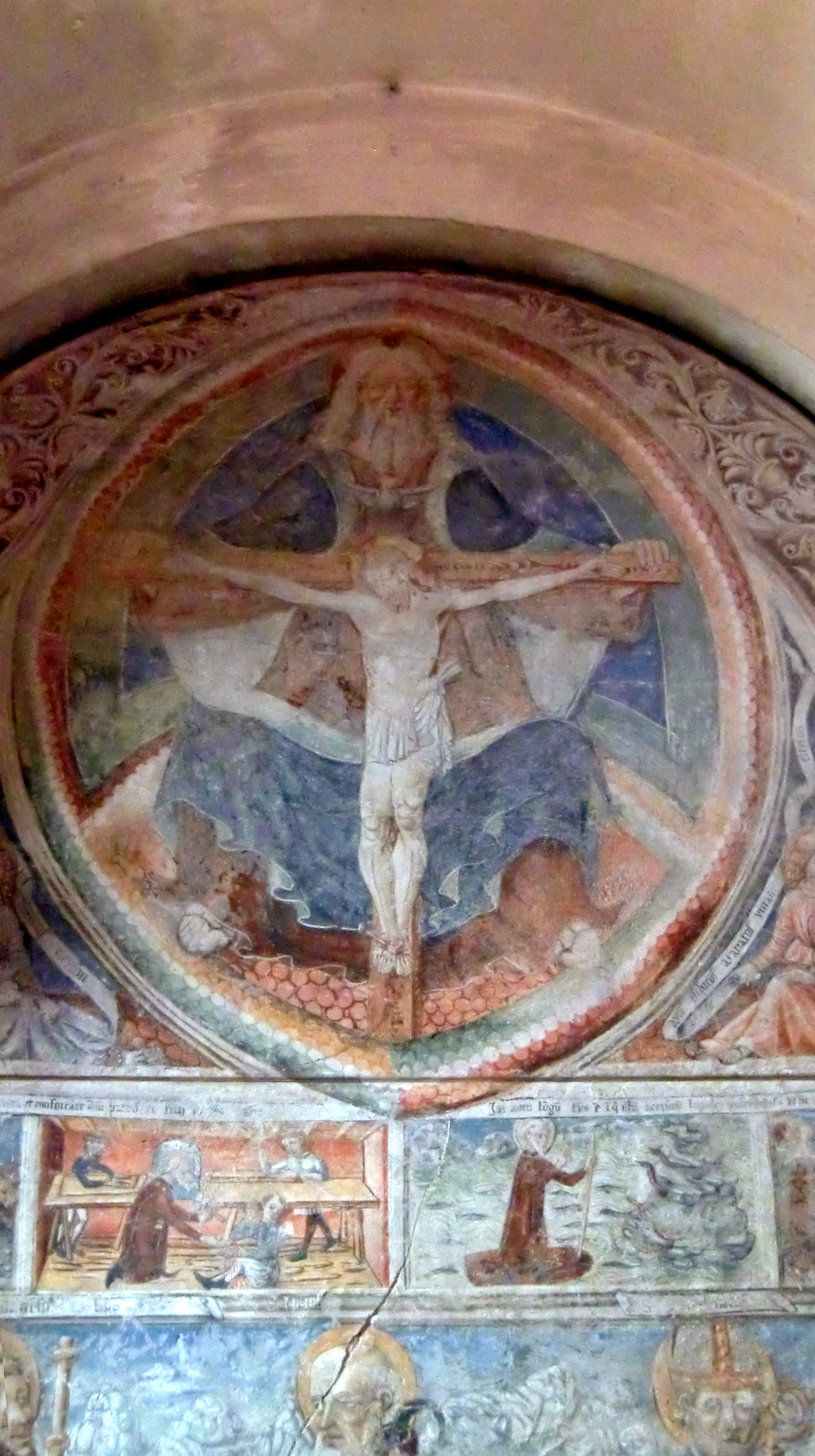
Trinità e Scene della vita di san Giulio, parete navata sinistra, XV secolo
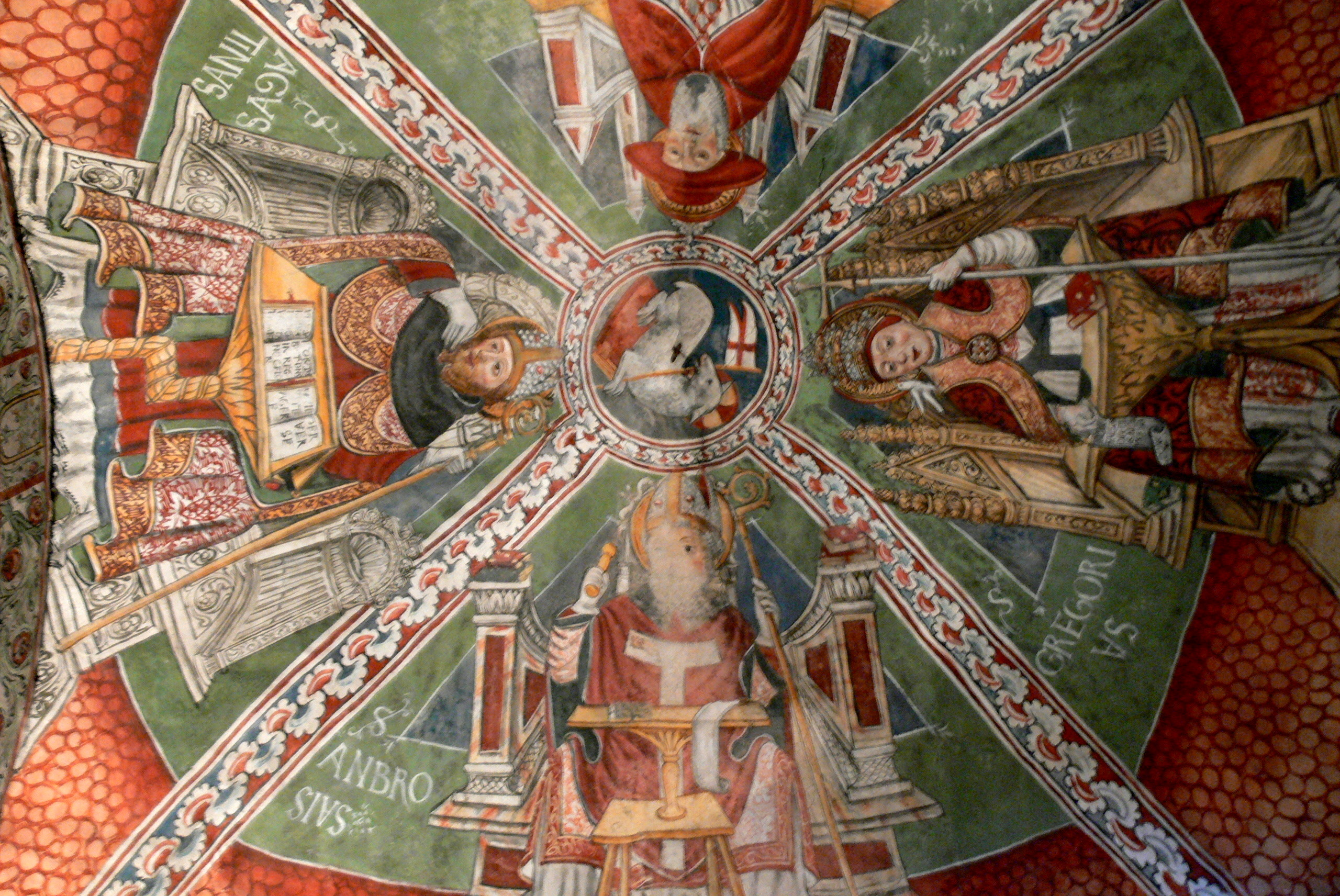
Tommaso Cagnola (?), Dottori della Chiesa, vele della volta della terza campata destra
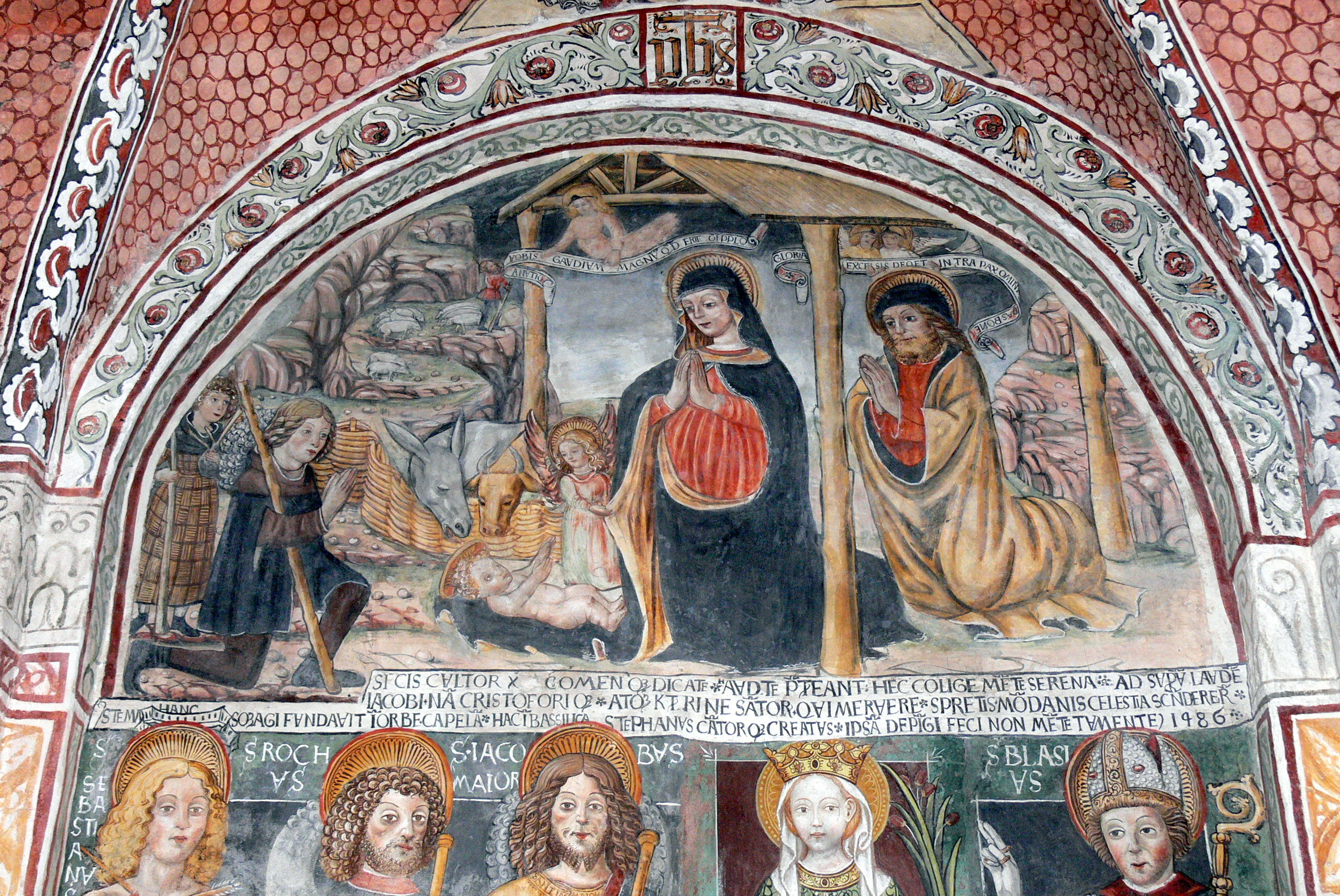
Tommaso Cagnola (?), Natività, lunetta terza campata destra, 1486
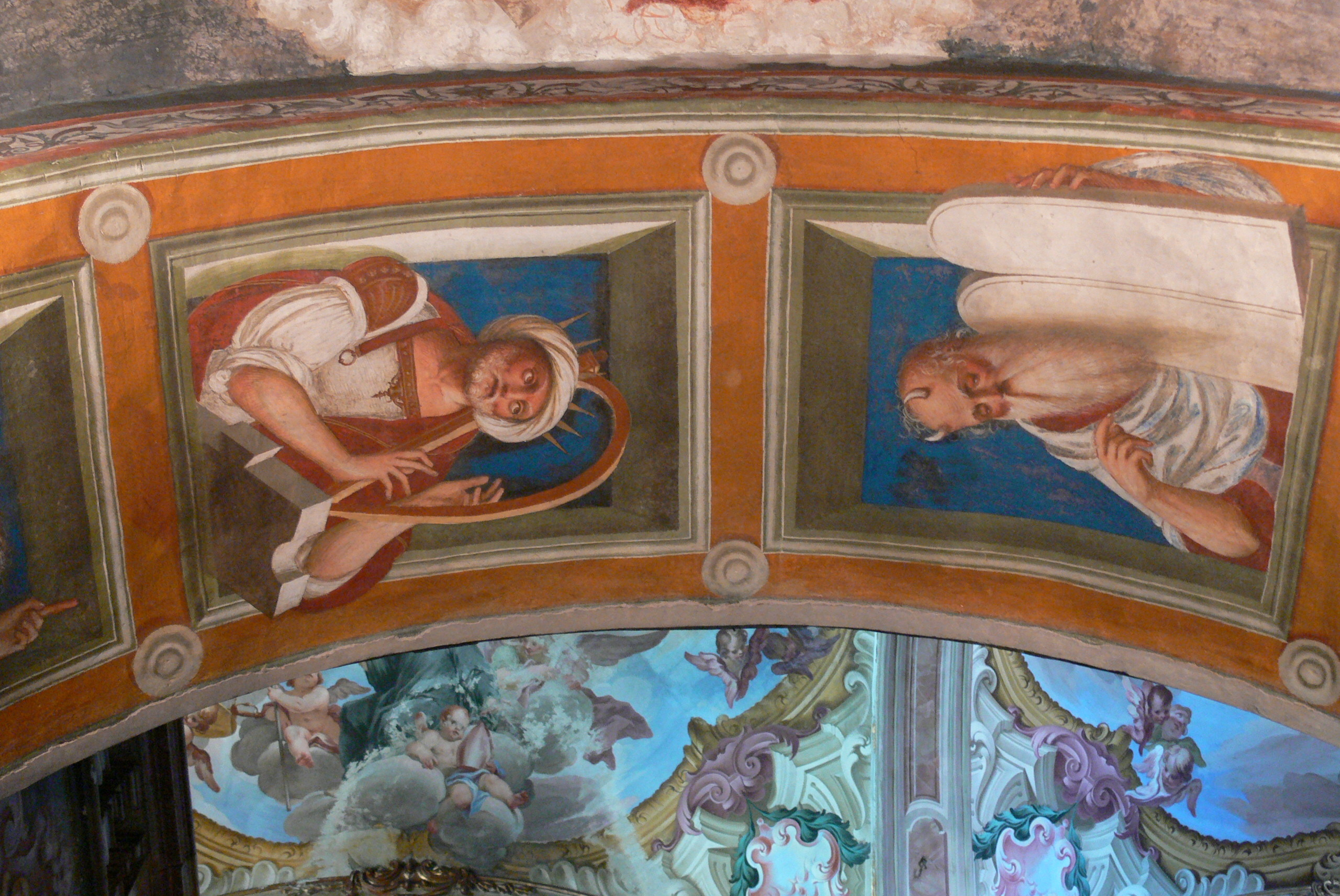
I profeti Davide e Mosè, sottarco seconda campata destra
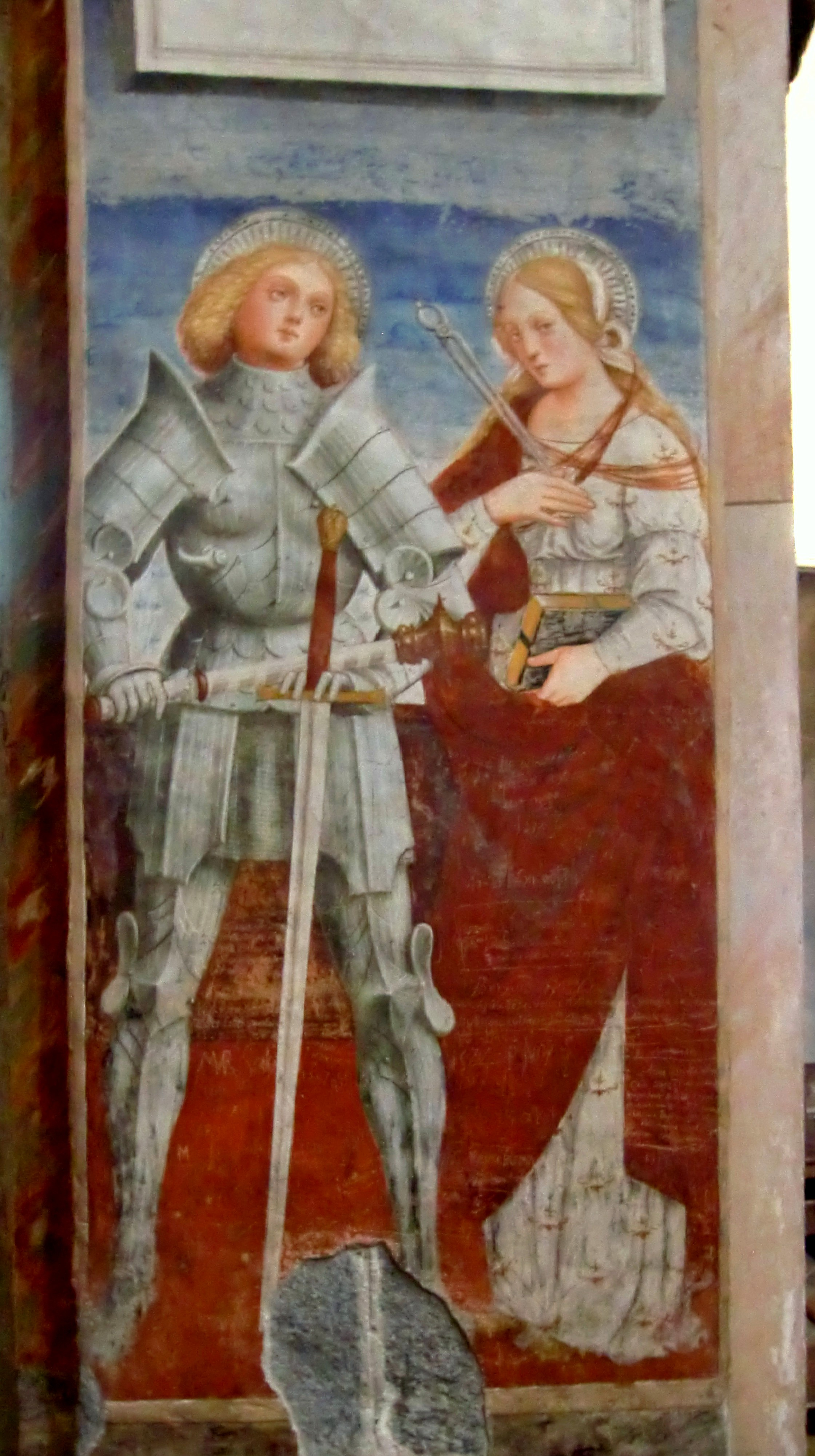
San Fermo e sant'Apollonia, pilastro navata sinistra
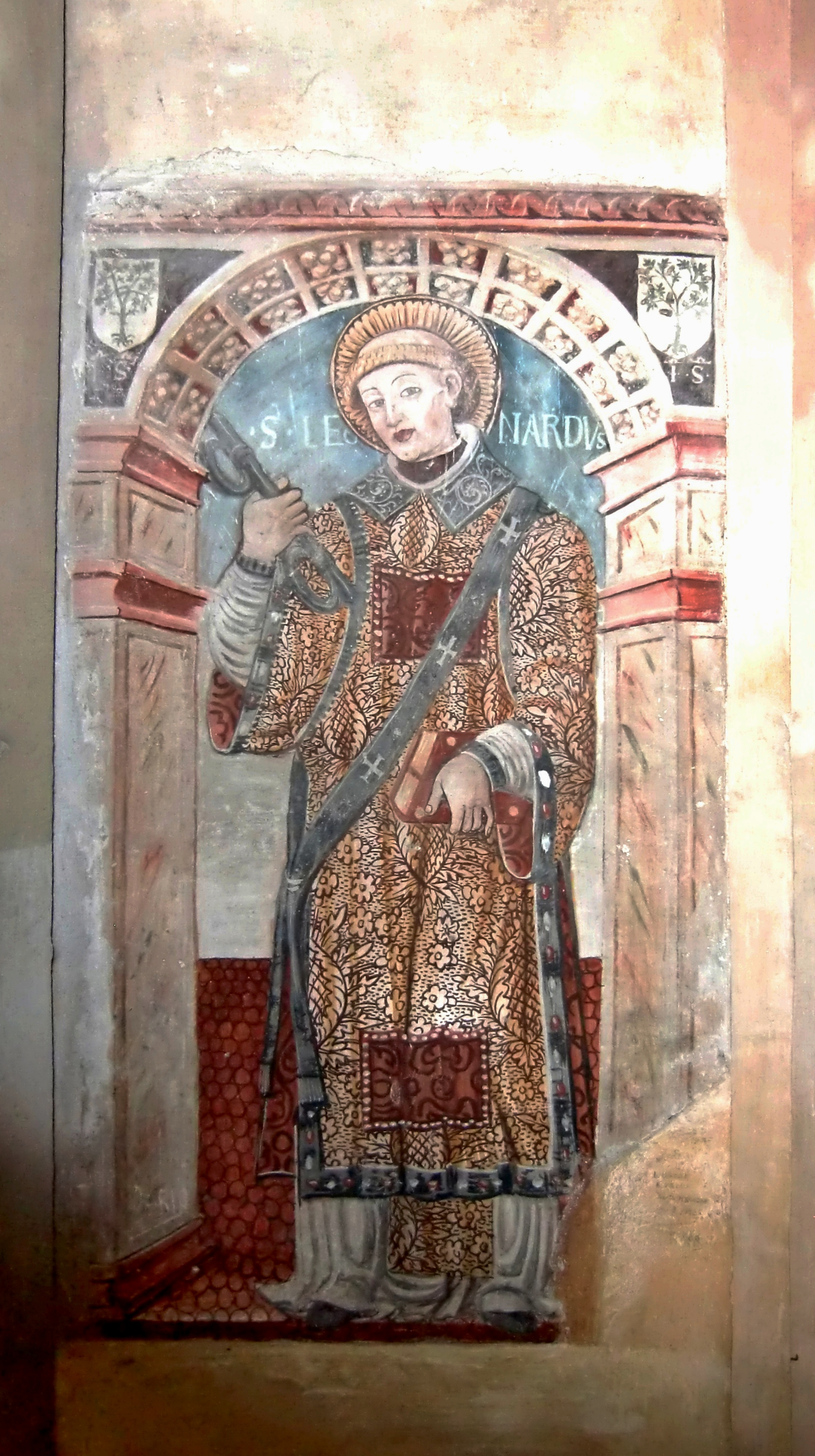
Bottega dei Cagnola (?), San Leonardo da Noblac

### Organo a canne
Sulla cantoria lungo la parete sinistra della navata centrale, si trova l'organo a canne Mascioni opus 1188, costruito nel 2011 riutilizzando la cassa di uno strumento più antico.
Lo strumento ha due consolle, una a finestra sulla cantoria e una mobile indipendente nel transetto, entrambe con due tastiere di 58 note ciascuna e pedaliera di 30 note. La mostra dell'organo è composta da tre cuspidi di canne di principale con bocche a scudo.